# 梧州主教座堂
梧州主教座堂是天主教梧州教区的主教座堂。位于中国广西壮族自治区梧州市万秀区民主路维新里25号 民主路小学背后。
清光绪24年（1898年），法国巴黎外方传教会神父司立修在梧州创建天主堂，设于经正里3巷3号。一战后，美国玛利诺外方传教会先后派遣华理柱神父进入梧州接管传教工作，罗马教廷将广西东部委托给玛利诺外方传教会，成立梧州自治区（教区），由马奕犹神父负责。该会在梧州购买了鱼花塘、维新里、西四巷、和平路南一巷多处地产，总堂设于维新里25号。1934年，梧州自治区升格为梧州监牧区。1939年，唐汝琪继任梧州主教。唐汝琪主教曾在1950-1951年间被捕，1955年回美，由中国神父蔡秀峰负责，直到1959年被捕人狱。1966年文化大革命期间，教堂被小学占用。1983年，市工商联将占用的梧州天主堂交还给教会。
1943年，梧州天主堂遭日机轰炸而倒塌。战后重建的教堂，设有穹顶，为拜占庭式风格。
2013年3月，梧州主教座堂作为梧州近代建筑群的一部分，公布为第七批全国重点文物保护单位。